# Zone internationale de Tanger
1924–1940
1945–1956
Entités précédentes :
- Sultanat du Maroc
- Protectorat espagnol au Maroc (1944)

Entités suivantes :
- Protectorat espagnol au Maroc (1940)
- Royaume du Maroc (1956)

La zone internationale de Tanger (en arabe : منطقة طنجة الدولية, Manṭiqat Ṭanja ad-Dawliyya) est un territoire autonome de 373 km2 ayant existé à Tanger et ses alentours du 14 mai 1924 jusqu'à sa réintégration dans le royaume du Maroc le 29 octobre 1956, avec un statut spécial jusqu'au 11 avril 1960, avec un intermède durant la Seconde Guerre mondiale. Enclavée dans la zone nord du Maroc, alors sous protectorat espagnol, elle était régie par un système complexe impliquant diverses nations européennes, les États-Unis (après la Seconde Guerre mondiale), ainsi que le sultan du Maroc, lui-même soumis à un protectorat français.

## Histoire

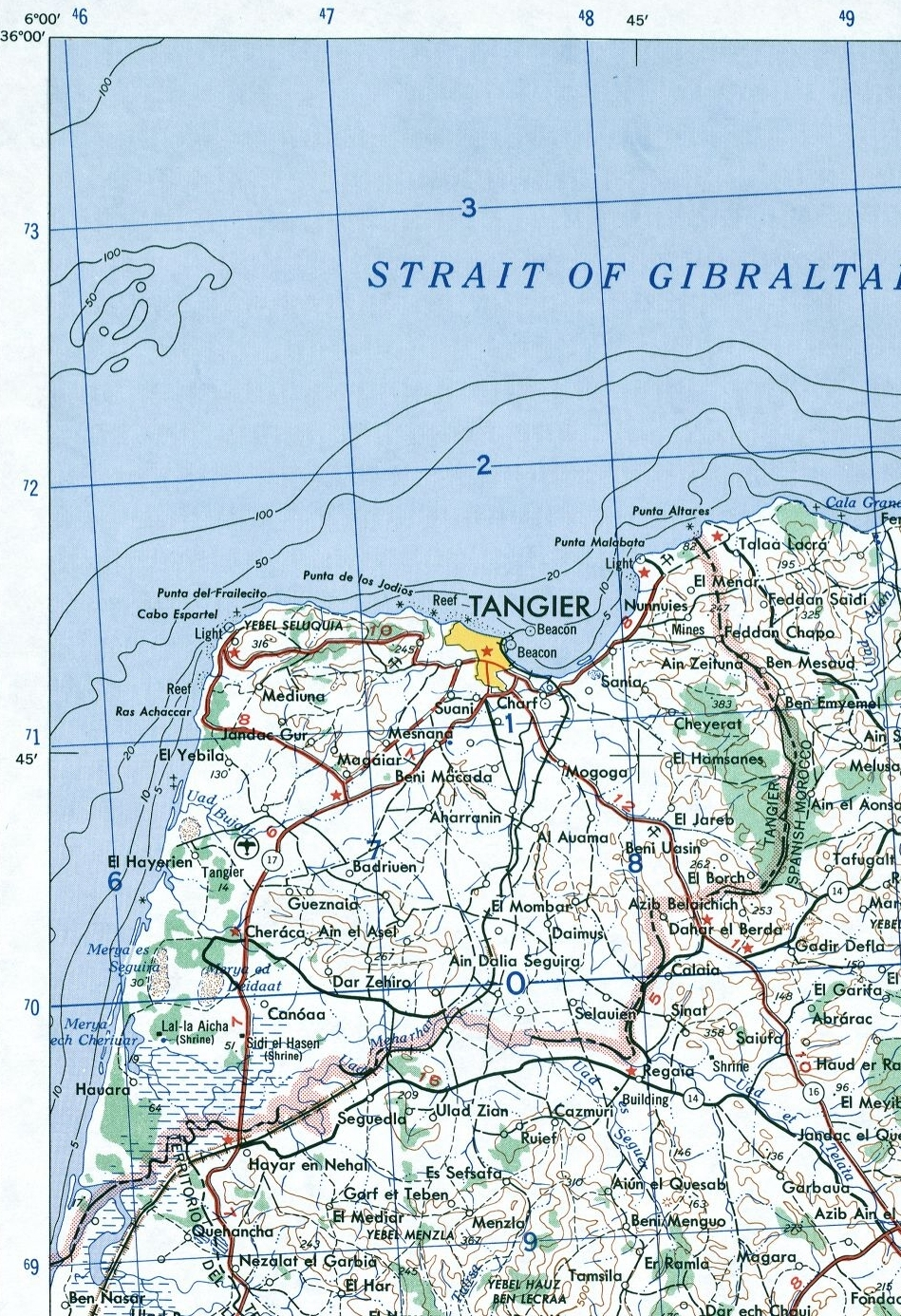
Carte de la zone internationale de Tanger réalisée par l'Army Map Service (1953).

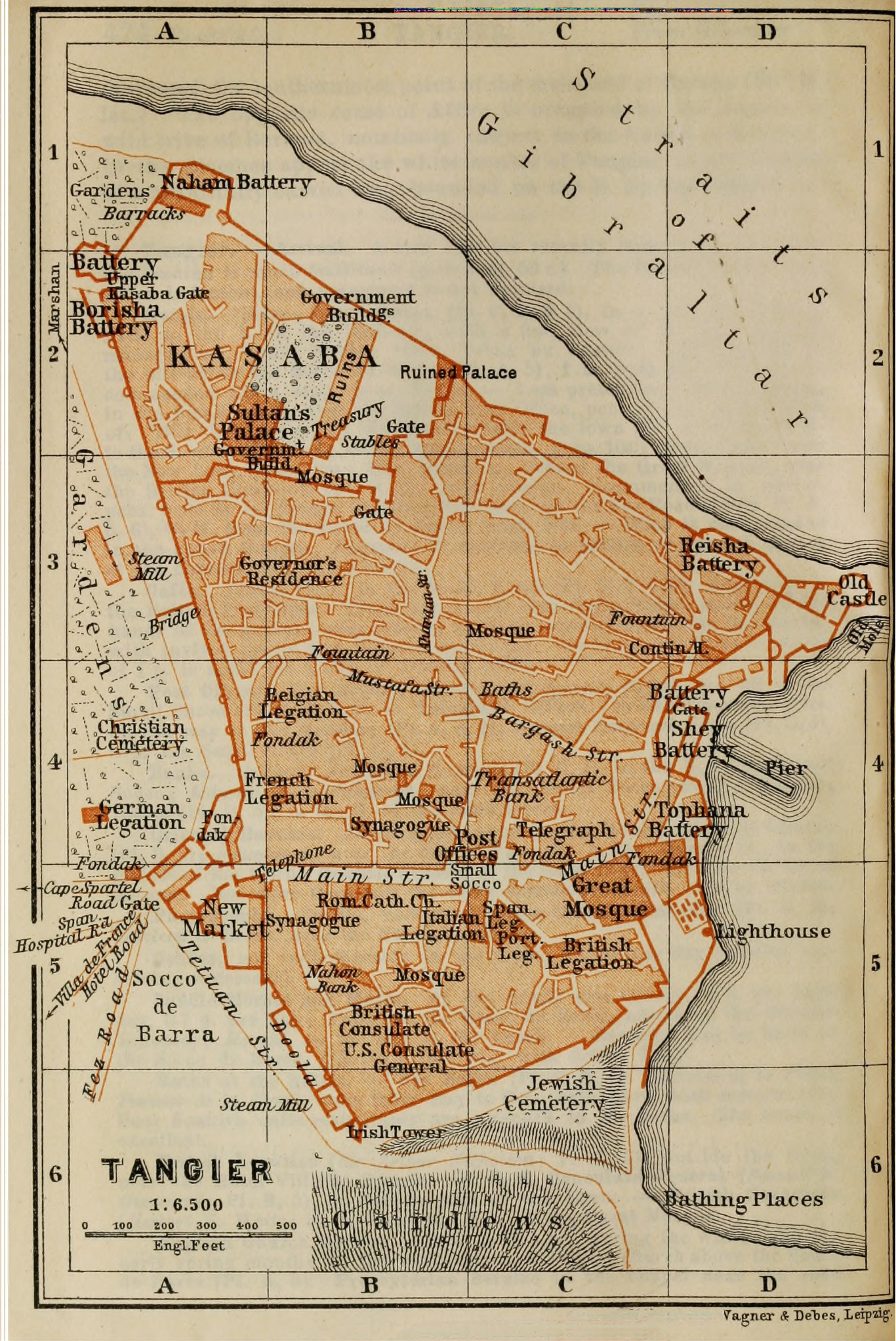
Carte de Tanger en 1901, montrant la médina fortifiée et plusieurs légations et consulats étrangers.

Le 18 décembre 1923, la France, l'Espagne et le Royaume-Uni signèrent un accord, le protocole de Tanger (Convention relative à l'organisation du statut de la zone de Tanger), qui fut ratifié et mis en application le 14 mai 1924. S'y rajoutèrent l'Italie le 25 juillet 1928, puis la même année le Portugal, la Belgique, les Pays-Bas, et la Suède.
Bien que demeurant sous la souveraineté du sultan du Maroc, la zone internationale de Tanger était sous administration conjointe de la France, de l'Espagne, du Royaume-Uni, du Portugal, de l'Italie, de la Belgique, des Pays-Bas, de la Suède et des États-Unis. Le sultan était représenté par un mendoub (en), qui faisait fonction de pacha et présidait l'Assemblée internationale. Des tribunaux mixtes rendaient la justice.
Le  14 juin 1940, des troupes franquistes occupent Tanger et la réunissent au territoire du Rif. Franco retire toutefois ses troupes en mai 1944 et la ville retrouve son autonomie, jusqu'à sa réunion au Maroc en 1956.
Ville internationale, les langues officielles et administratives du territoire étaient l'arabe (langue locale et indigène, parlée par l'essentiel de la population), le français, l'anglais, et l'espagnol.
Divers services postaux fonctionnaient sur le territoire : Français, Britanniques, Espagnols (1903 à 1956), Italiens (entre 1912 et 1943), Allemands (entre 1903 et 1915).